# I gotta know what's going on
I gotta know what's going on is een lied van de Nederlandse band The Cats uit 1968. Het werd geschreven en gezongen door Cees Veerman. Het behoort tot de psychedelische muziek en nog niet tot de palingsound, waarmee de band onder leiding van Piet Veerman wereldwijd doorbrak.
Het lied kwam voor het eerst uit in 1968, op de tweede elpee van The Cats met de titel Cats. In hetzelfde jaar verscheen het op de B-kant van een single met op de A-kant de eerste nummer 1-hit van The Cats, Lea. In de jaren erna verscheen het nog op een zevental verzamelalbums. Ook kwam het nog op muziekcassette uit. In 2013 werd het gekozen in de Volendammer Top 1000.
I gotta know what's going on is een liefdeslied, waarin een man zijn geliefde vraagt niet meer te huilen. Hij wil weten wat er aan de hand is en dat zij bij hem blijft, zodat hij haar kan tonen hoeveel hij van haar houdt.
Van het lied verschenen drie covers, allemaal door Indonesische artiesten in de Engelse taal, te weten Anna Mathovani, Johan Untung en Koestaman.